# Mirto
Mirto là một đô thị ở tỉnh Messina trong vùng Sicilia của Italia, có vị trí cách khoảng 120 km về phía đông của Palermo và vào khoảng 70 km về phía tây của Messina. Tại thời điểm ngày 31 tháng 12 năm 2004, đô thị này có dân số 1.083 người và diện tích là 9,4 km².
Mirto giáp các đô thị: Capo d'Orlando, Capri Leone, Frazzanò, Naso, San Salvatore di Fitalia.